# House of Leaves
House of Leaves (literalmente: "Casa de Folhas") é o romance de estreia do autor americano Mark Z. Danielewski, publicado pela Pantheon Books (ISBN 0-375-70376-4). O romance rapidamente se tornou um  bestseller após seu lançamento em 7 de março de 2000, tendo já desenvolvido um seguimento cult através de seu lançamento gradual pela Internet. Foi seguido pela peça acompanhante, The Whalestoe Letters (ISBN 0-375-71441-3). O romance desde então foi traduzido para diversas línguas, incluindo neerlandês, francês, alemão, grego, italiano, japonês, português e sérvio.
A história gira em torno de um documentário fictício sobre uma família cuja casa contém um labirinto aparentemente infinito. O formato e estrutura do livro não é nada convencional, com páginas num estilo e disposição incomuns, tornando-o um excelente exemplo de literatura ergódica. Longuíssimas notas de rodapé acompanham o texto, e muitas delas também possuem outras notas de rodapé, incluindo referências a livros, filmes e artigos fictícios. Por outro lado, algumas páginas contêm apenas algumas palavras ou linhas de texto, estranhamente distribuídas, de forma a refletir os eventos da história, muitas vezes criando um efeito agorafóbico ou claustrofóbico. Em determinados pontos, o livro precisa ser girado para ser lido. O romance também se distingue por possuir múltiplos narradores, que interagem entre si de maneiras complexas e confusas.